# Andre Williamson
Andre Williamson (Dayton, 13 ottobre 1989) è un cestista statunitense.

## Palmarès
- Campionati svizzeri: 2

Fribourg Olympic: 2015-16, 2018-19
- Coppa di Svizzera: 3

Fribourg Olympic: 2016, 2019
Lions de Genève: 2021